# Nicolas Roussakis
Nicolas Roussakis (Athene, 10 juni 1934 –  Manhattan (New York), 27 oktober 1994) was een Amerikaans componist, muziekpedagoog, dirigent en klarinettist van Griekse afkomst. 

## Levensloop
Roussakis reisde in jonge jaren door Estland, Italië en Zwitserland. Op 15-jarige leeftijd kwam hij naar de Verenigde Staten en werd als hij 21 werd genaturaliseerd. Hij studeerde aan de Columbia-universiteit in New York onder andere bij Henry Cowell, Otto Luening en Vladimir Ussachevsky. In 1961 kon hij met een studiebeurs van de Fulbright Foundation in Hamburg en in Darmstadt bij Luciano Berio, Pierre Boulez, György Ligeti en Karlheinz Stockhausen studeren. 
Weer terug in de Verenigde Staten was hij geruime tijd in de kunstenaars-dorpen MacDowell, Yaddo en Ossabaw. 
Vanaf 1968 was hij docent en later professor aan de Columbia-universiteit in New York, zijn alma mater. In 1977 wisselde hij aan de Rutgers, Staatsuniversiteit van New Jersey in New Brunswick (New Jersey). Hier verbleef hij tot zijn overlijden. In deze tijd was hij ook bestuurslid van de American Composers Alliance (1975-1981), de Composers Recordings, Inc. (CRI), de Group for Contemporary Music (1971-1985) en vooral van het door hem zelf in 1976 mee opgerichte American Composers Orchestra. Het laatste orkest heeft hij ook een bepaalde tijd lang gedirigeerd. 
Als componist schreef hij werken voor verschillende genres in die men mythologische elementen vanuit de Griekse geschiedenis herkend alsook twaalftoonstechniek en seriële technieken. 

## Composities

### Werken voor orkest
- Fire & Earth & Water & Air, voor orkest
- 1989 - Hymn to Apollo, voor klein orkest

### Werken voor harmonieorkest
- 1975 - Syrtos

### Werken voor koren
- 1968 - Night Speech, voor spreek-koor en slagwerk
- 1990 - The God Abandons Antony, voor gemengd koor en strijkers

### Kamermuziek
- 1964 - Movement, voor koperkwintet
- 1964 - Sextet
- 1965 - Concert Trio, voor hobo, contrabas en piano
- 1966 - March song, and dance, voor dwarsfluit, hobo, twee klarinetten en fagot
- 1967 - Compositie zonder titel, voor kopertrio
- 1968 - Dialogos, voor piano en slagwerk
- 1969 - Six Short Pieces, voor twee dwarsfluiten
- 1970 - Helix
- 1977 - Tetraphony
- 1979 - Ephermeris, voor strijkkwartet
  1. Morning
  2. Afternoon
  3. Evening
  4. Night
- 1980 - Voyage
- 1985 - Pas de Deux, voor viool en piano
- 1985-1986 - Trigono, voor trombone, vibrafoon en drums

### Werken voor piano
- 1990-1991 - Mi e Fa
  1. Misterioso
  2. Impetuoso
  3. "essercizio" sulla Fuga del Gatto di Domenico Scarlatti
  4. Fantastico
  5. Affrettato

### Werken voor klavecimbel
- Sonata

- Gemeinsame Normdatei: 128809779
- International Standard Name Identifier: 0000 0000 1718 7503
- Library of Congress Control Number: n83073569
- Virtual International Authority File: 7285149296210380670004